# Otger (Diakon)

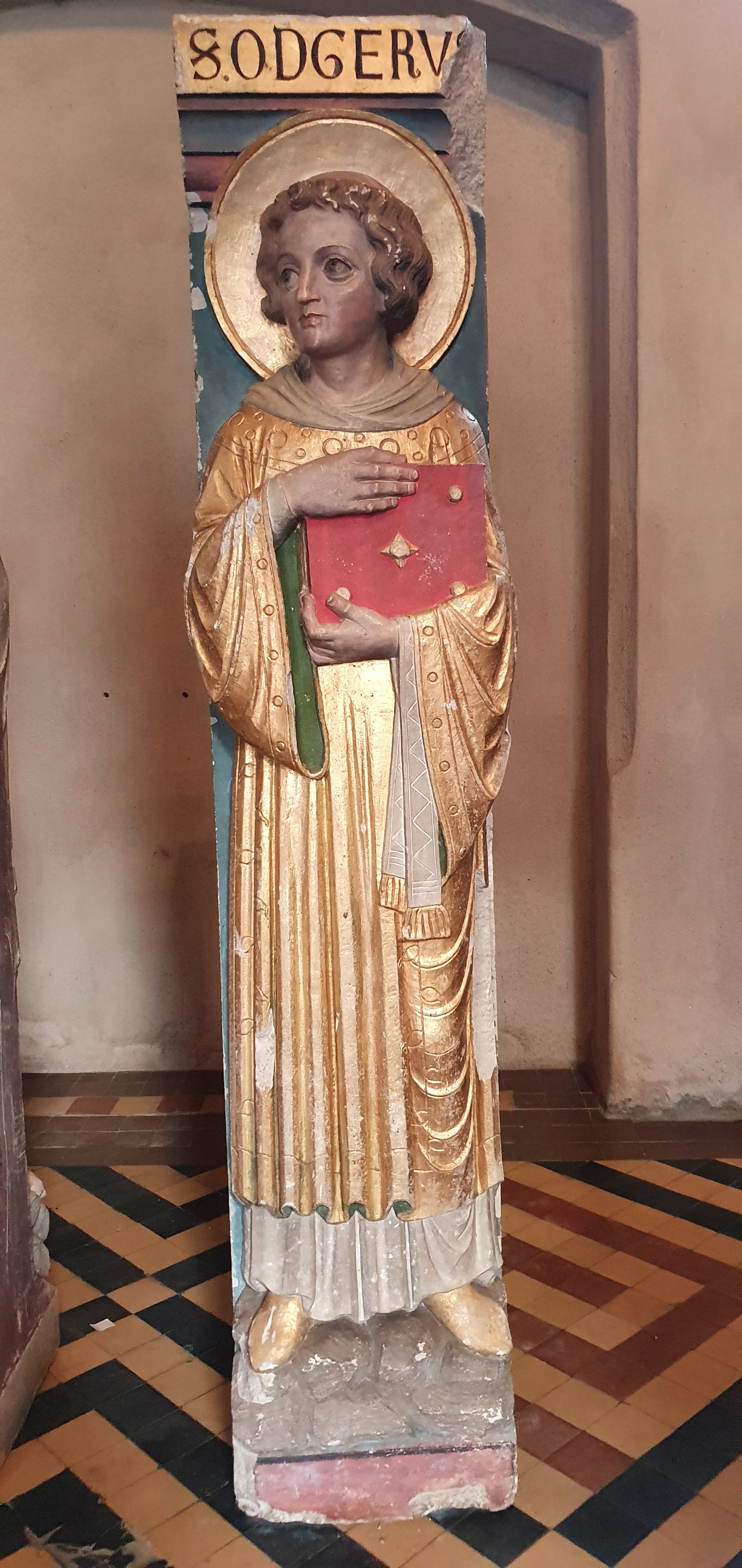
Statue in der Onze-Lieve-Vrouwekapel
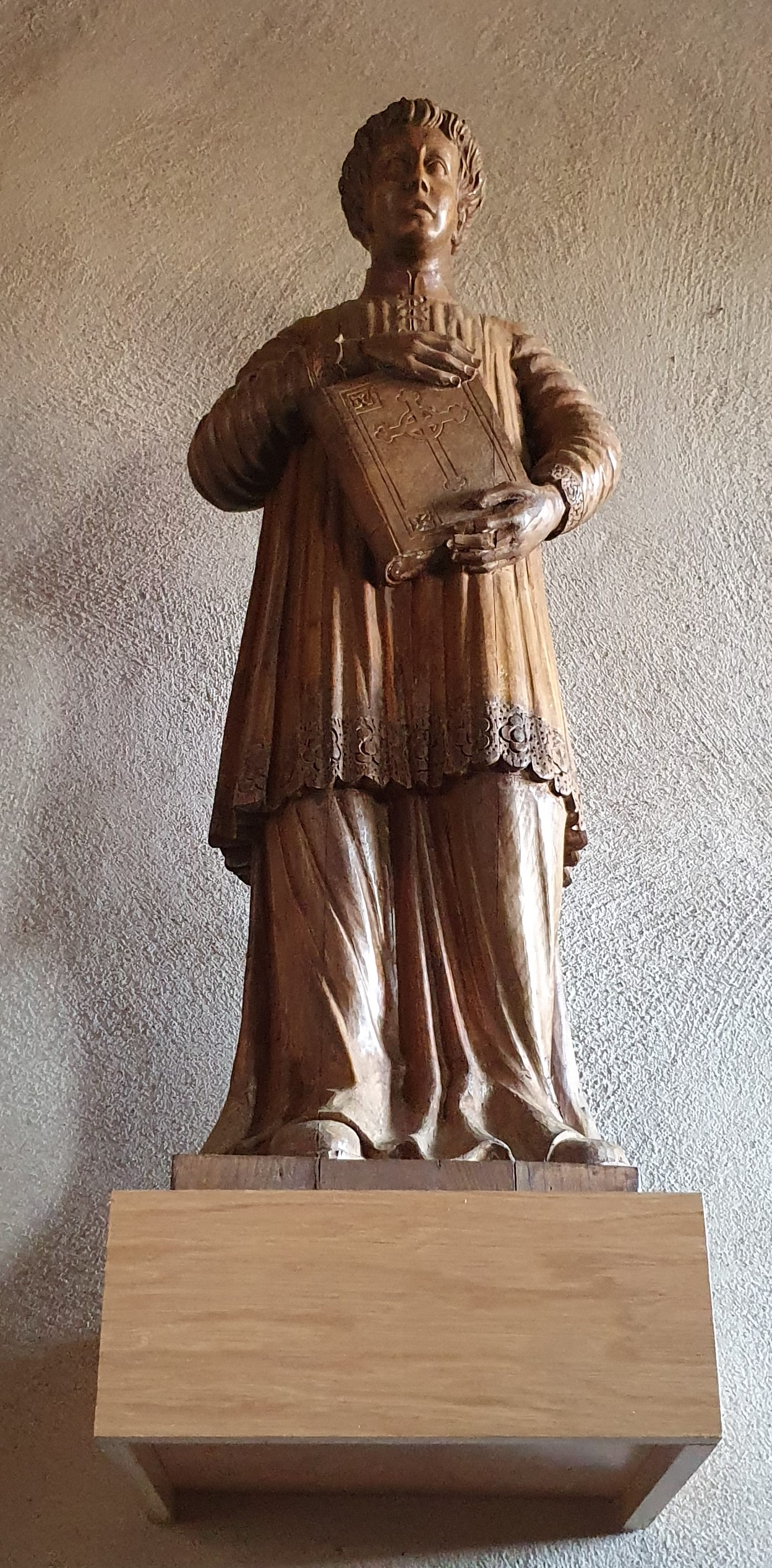
Statue in der Onze-Lieve-Vrouwekapel
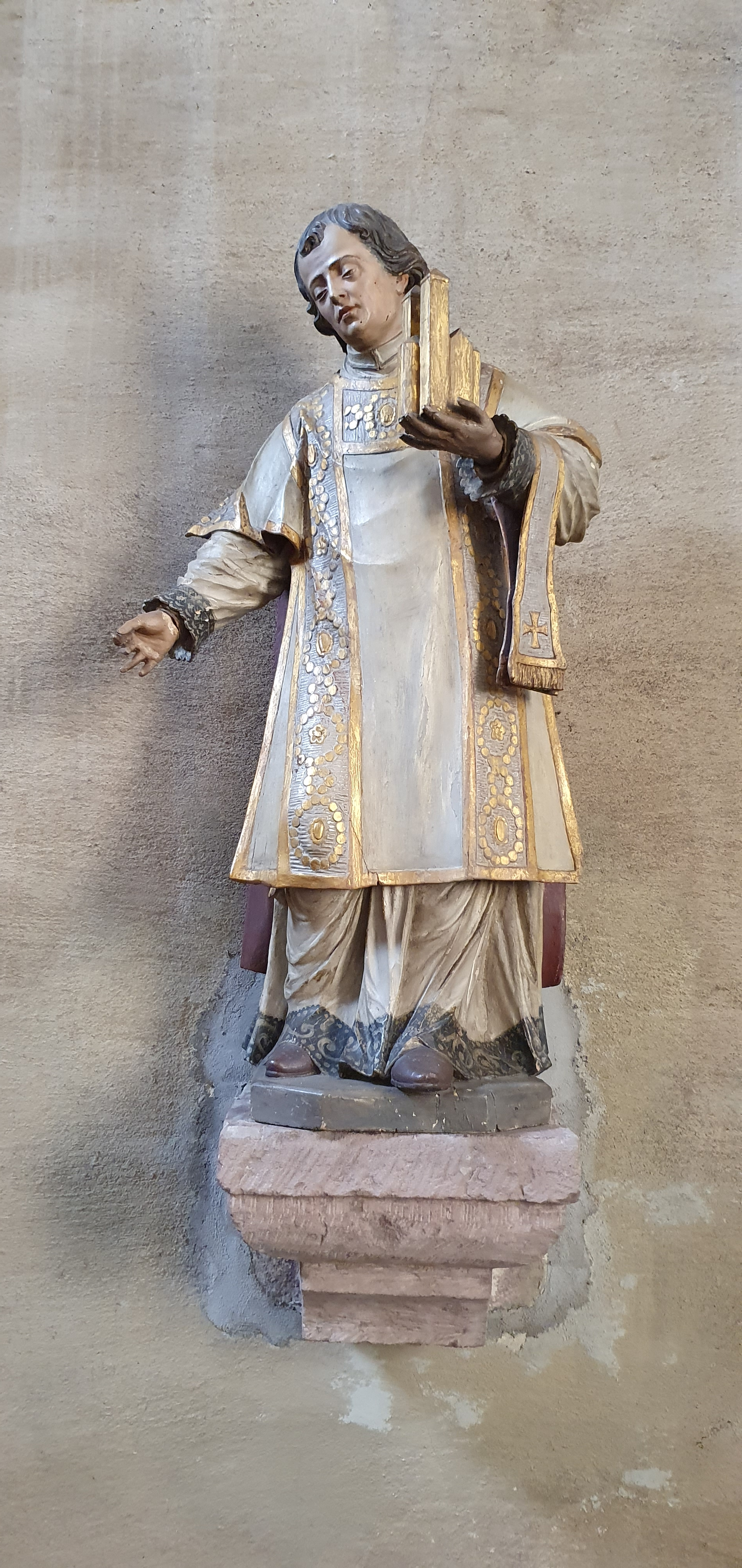
Statue in der Basilika Basiliek van de H. H. Wiro, Plechelmus en Otgerus

Otger (lateinisch auch Otgerus oder Odgerus; † im 8. Jahrhundert, vermutlich um 713) war Diakon und Missionar. In der römisch-katholischen Kirche wird er als Heiliger verehrt.

## Leben

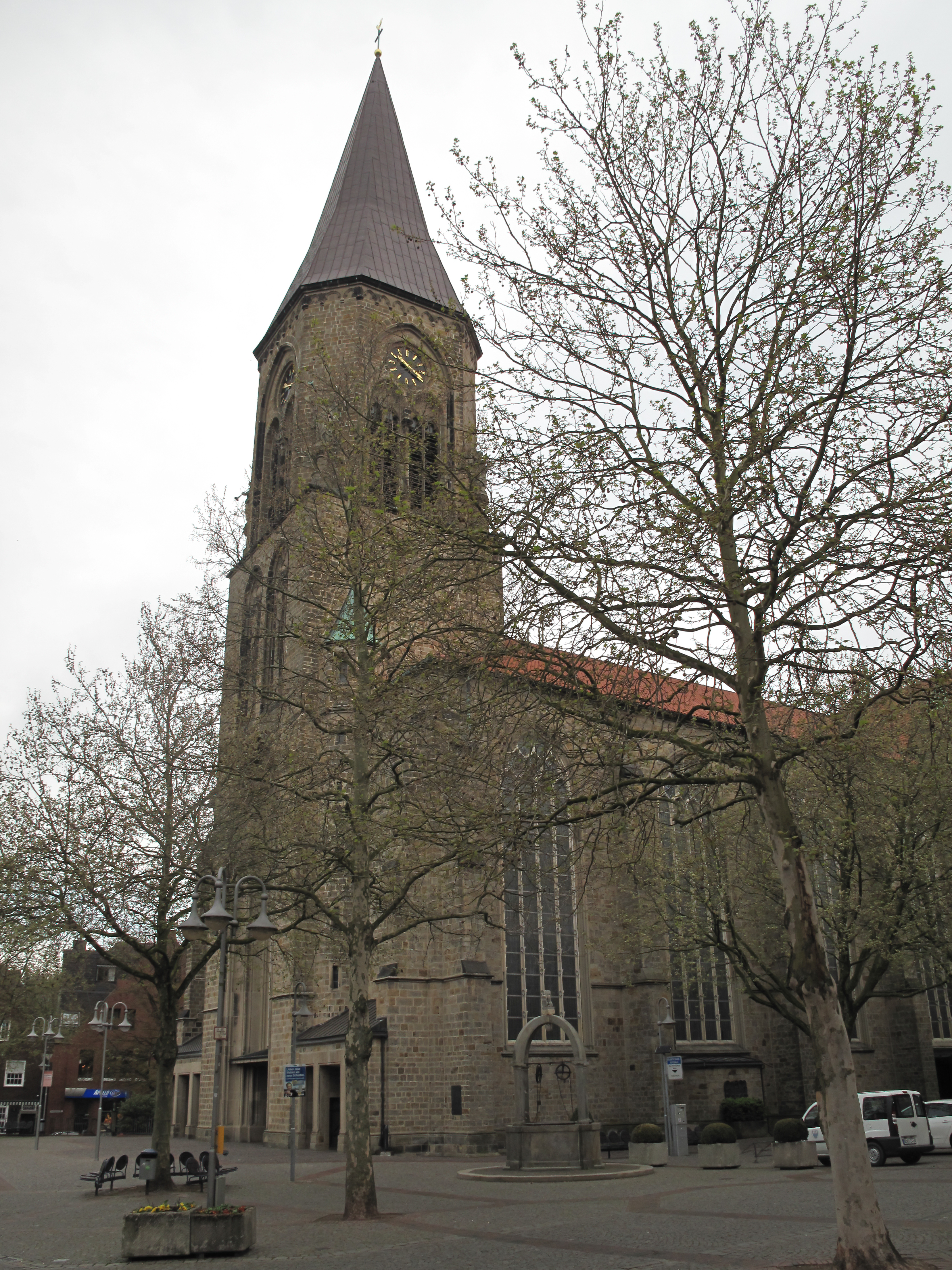
Kirche St. Otger in Stadtlohn

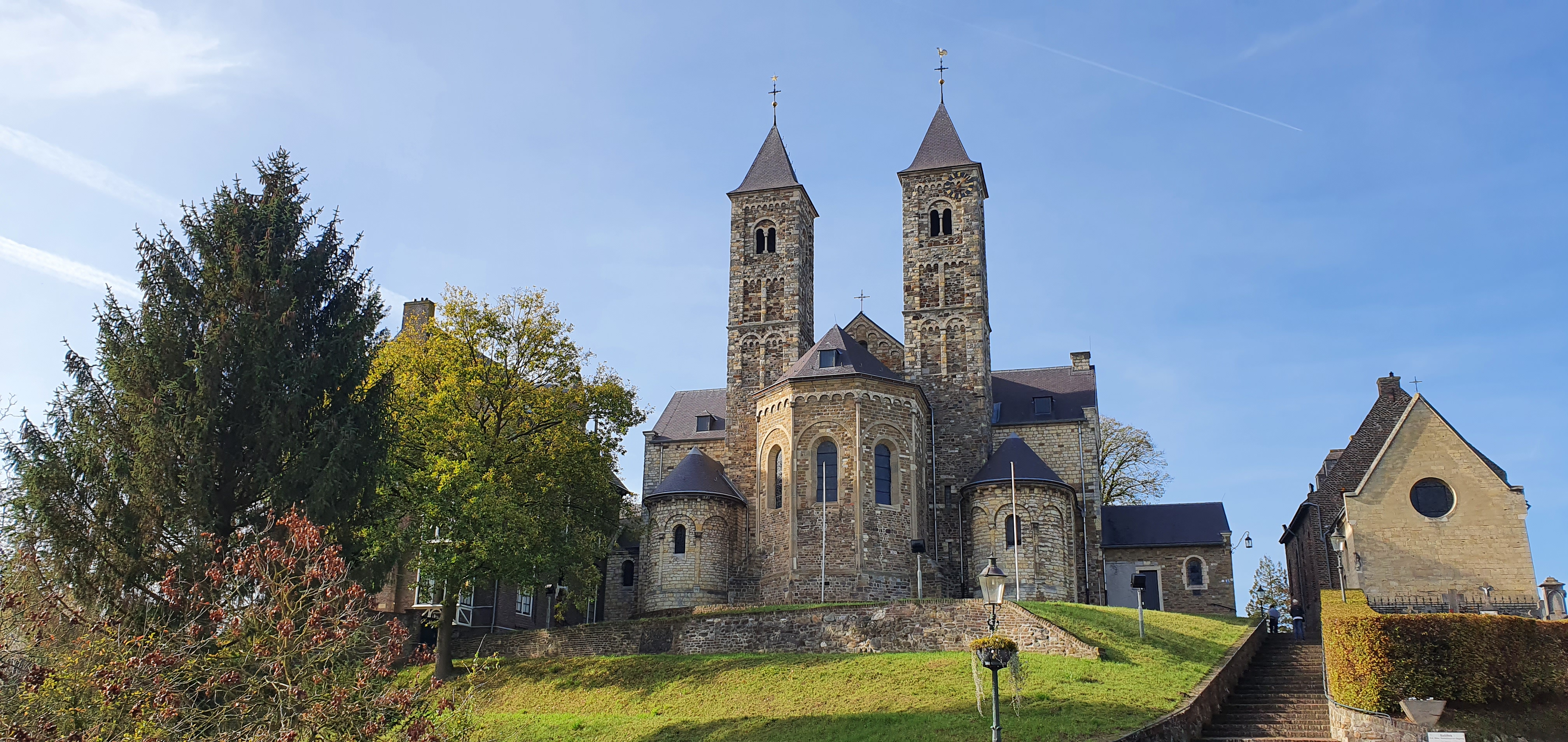
Basilika Basiliek van de H. H. Wiro, Plechelmus en Otgerus und Onze-Lieve-Vrouwekapel

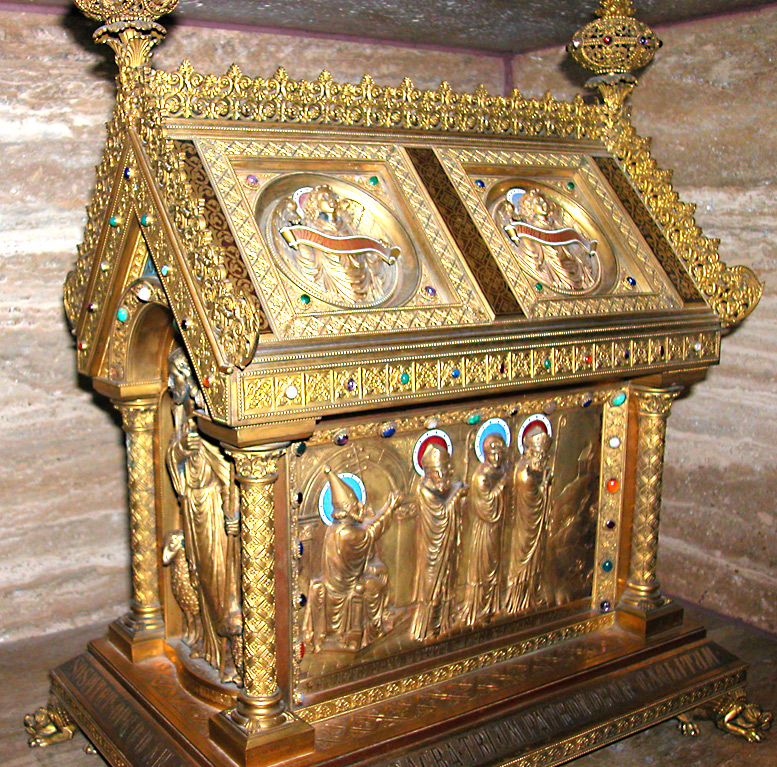
Reliquienschrein der drei Heiligen in der Basilika

Otger stammte aus Northumbria, England, und soll als Diakon zusammen mit Wiro und Plechelmus in das Gebiet von Rhein, Waal und Maas gekommen sein.
Vorher reiste er mit ihnen nach Rom, wo Wiro und Plechelmus vom Papst (wahrscheinlich von Papst Sergius I.) zu Bischöfen geweiht wurden.
Pippin der Mittlere schenkte ihnen Land in der Nähe von Roermond auf einem Hügel (Sint-Petrusberg) in Sint Odiliënberg, wo sie um 706 eine Kirche und ein kleines Kloster errichteten.
Von Otger wird gesagt, dass er mehrere Teile der Diözese Utrecht und der benachbarten Länder durch den Glauben Christi erleuchtete.
Otger und Plechelmus sollen Schüler des heiligen Willibrord gewesen sein.
Otger ist der Schutzpatron von Stadtlohn im Bistum Münster. Auch die Kirche St. Otger in Stadtlohn steht unter seinem Patrozinium.
In der Basilika Basiliek van de H. H. Wiro, Plechelmus en Otgerus in dem Ort Sint Odiliënberg auf dem Hügel Sint-Petrusberg werden in einem Schrein einige seiner Reliquien aufbewahrt, zusammen mit denen der heiligen Bischöfe Wiro und Plechelmus. Bis 1686 stand die Kirche unter der Schutzherrschaft des heiligen Petrus. Nach einer umfangreichen Restaurierung wurde sie am 10. Mai 1686, dem Festtag von Wiro im Bistum Roermond, neu geweiht. Seitdem sind Wiro, Plechelmus und Otger ihre Schutzheiligen. Zur Weihe wurden Reliquien von Roermond hierher überführt.
Otgers Gedenktag ist der 9. September, aber auch der 10. September, der 8. Mai (zusammen mit Wiros Gedenktag) und der 15. Juli (Pleghelms Gedenktag) werden genannt. Seine ikonografischen Attribute sind oft ein Evangeliar und ein Kreuz, die er in der Hand hält.